# Мотоциклетни дневници (филм)
Мотоциклетни дневници (на испански: Diarios de motocicleta) е филм от 2004 година, направен по едноименната книга на Ернесто Че Гевара и книгата „Пак на път:пътешествие през Латинска Америка“ на А. Гренадо, в която се разказва за приключенията по време на пътешествие с мотоциклет, осъществено от 23-годишния Че и 29-годишния му приятел Алберто Гранадо. Пътешествието е извършено през 1952 година през една голяма част от Латинска Америка. Бъдещият революционер се среща с беднотата, несгодите и социалната несправедливост на много места. Това оставя трайни следи в съзнанието му и оформя мирогледа му.
Филмът е осъществен с международно сътрудничество между Аржентина, Чили, Франция, Германия, САЩ и Англия. Представен е първо на филмовия фестивал в Сънданс, а по-късно в Кан.